# 岡山総社インターチェンジ
岡山総社インターチェンジ（おかやまそうじゃインターチェンジ）は、岡山県岡山市北区高松田中の岡山自動車道のインターチェンジである。
以前は、岡山市街地へ行く車両が誤って出ることが多いことから、出口案内標識には「総社 岡山西」と表示されていた。現在では正式名と同じ表記に変更されている。近隣のタクシードライバーなどは通称｢総社インター｣と呼んでいる。

## 道路
- E73 岡山自動車道（1番）

## 接続する道路
- 国道180号
- 国道429号

## 歴史
- 1991年3月16日：山陽自動車道のICとして、倉敷JCT - 岡山JCT - 岡山総社IC間開通。当初のインターチェンジ番号は3番だった。
- 1997年3月15日：岡山JCT - 岡山総社IC間を山陽自動車道から岡山自動車道へ改称。インターチェンジ番号を1番へ変更。

## 周辺
- 吉備路
- 岡山空港
- 岡山県立大学
- 葦守八幡宮
- 最上稲荷
- 岡山郵便局

## 隣
E73 岡山自動車道
(15) 岡山JCT - (1) 岡山総社IC - 総社PA - (2) 賀陽IC